# Елльванген
Елльванген (нім. Ellwangen) — місто в Німеччині, знаходиться в землі Баден-Вюртемберг. Підпорядковується адміністративному округу Штутгарт. Входить до складу району Східний Альб.
Площа — 127,45 км2. Населення становить 24 477 ос. (станом на 31 грудня 2020).

## Галерея

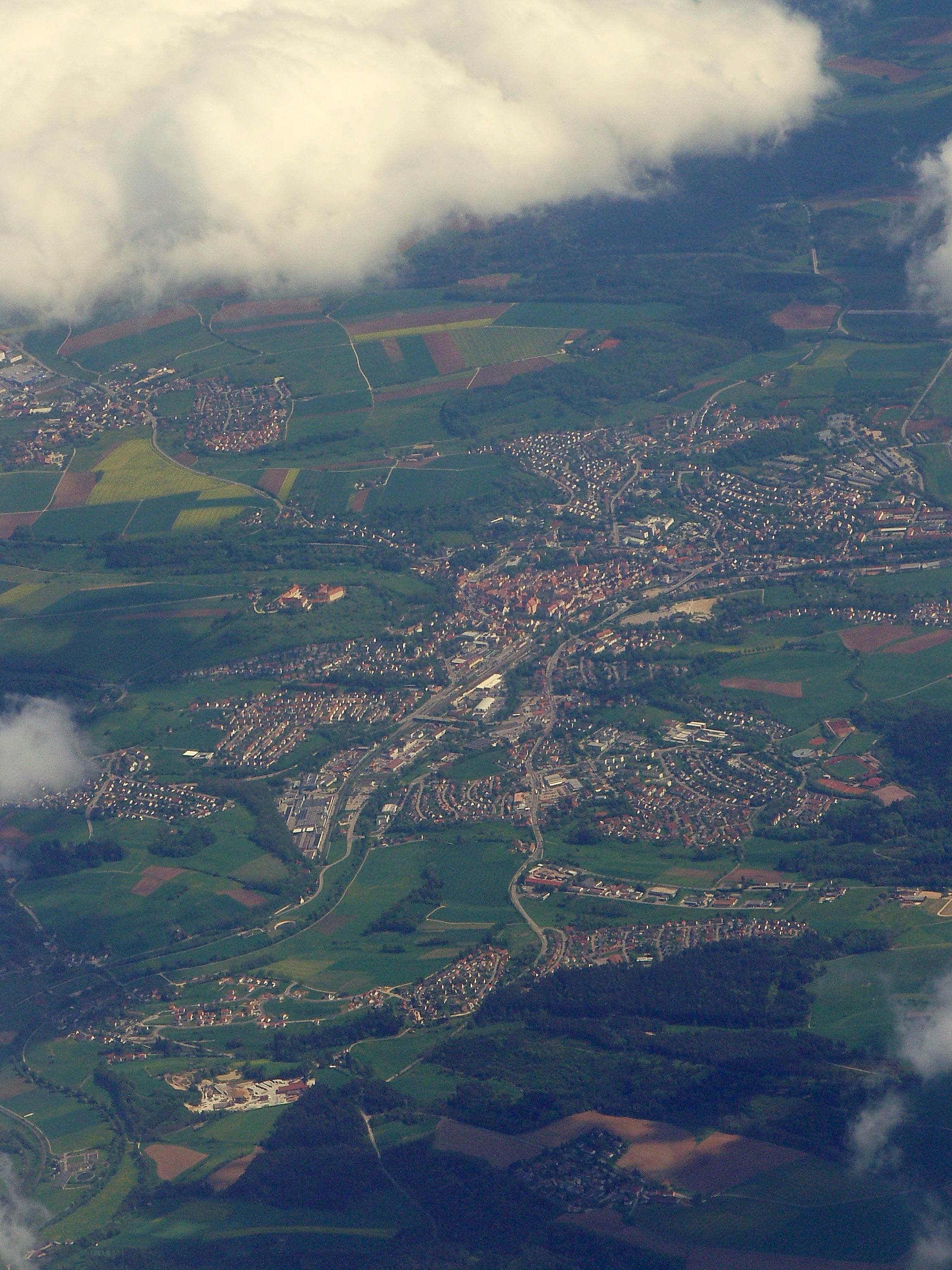
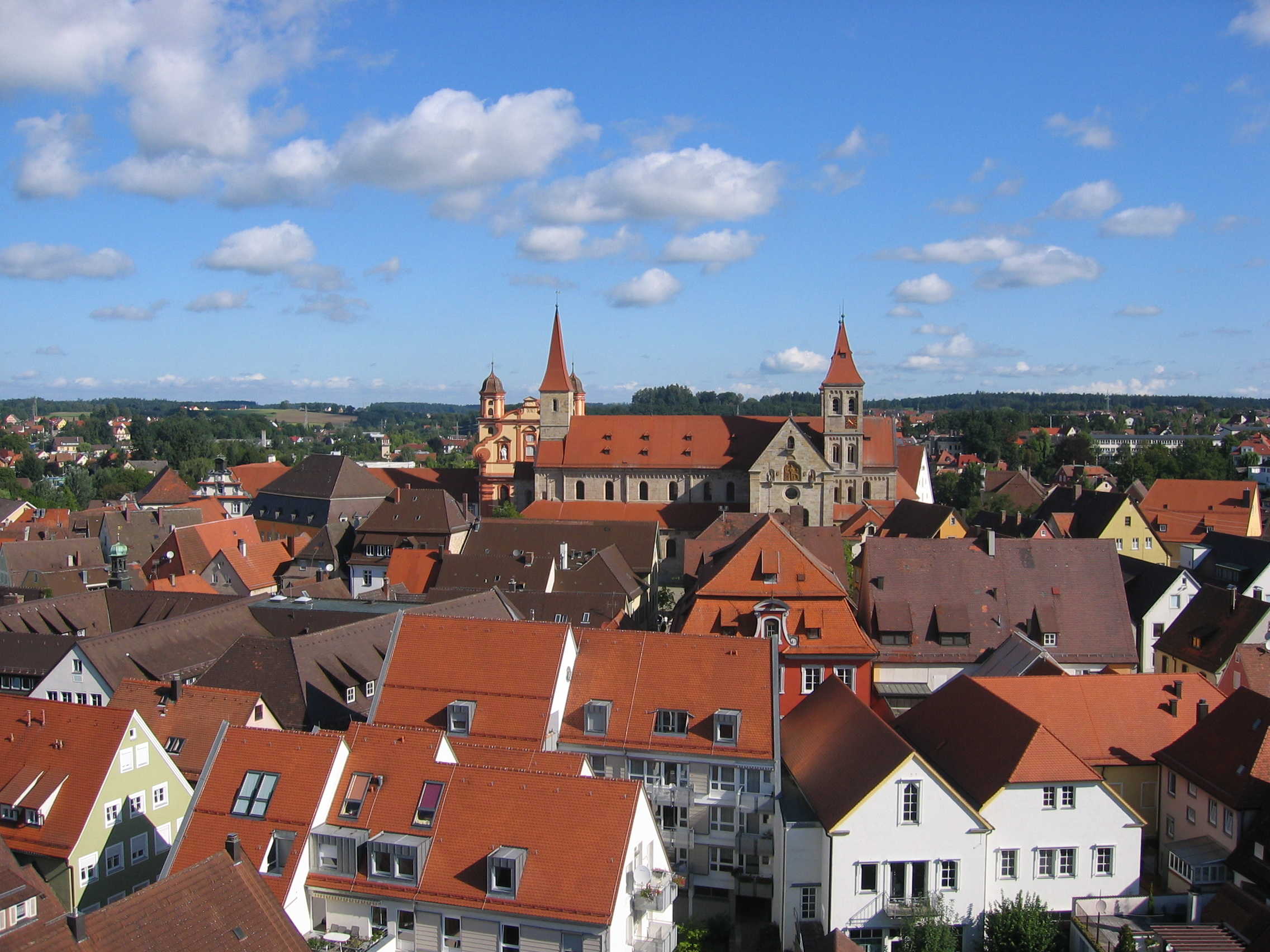
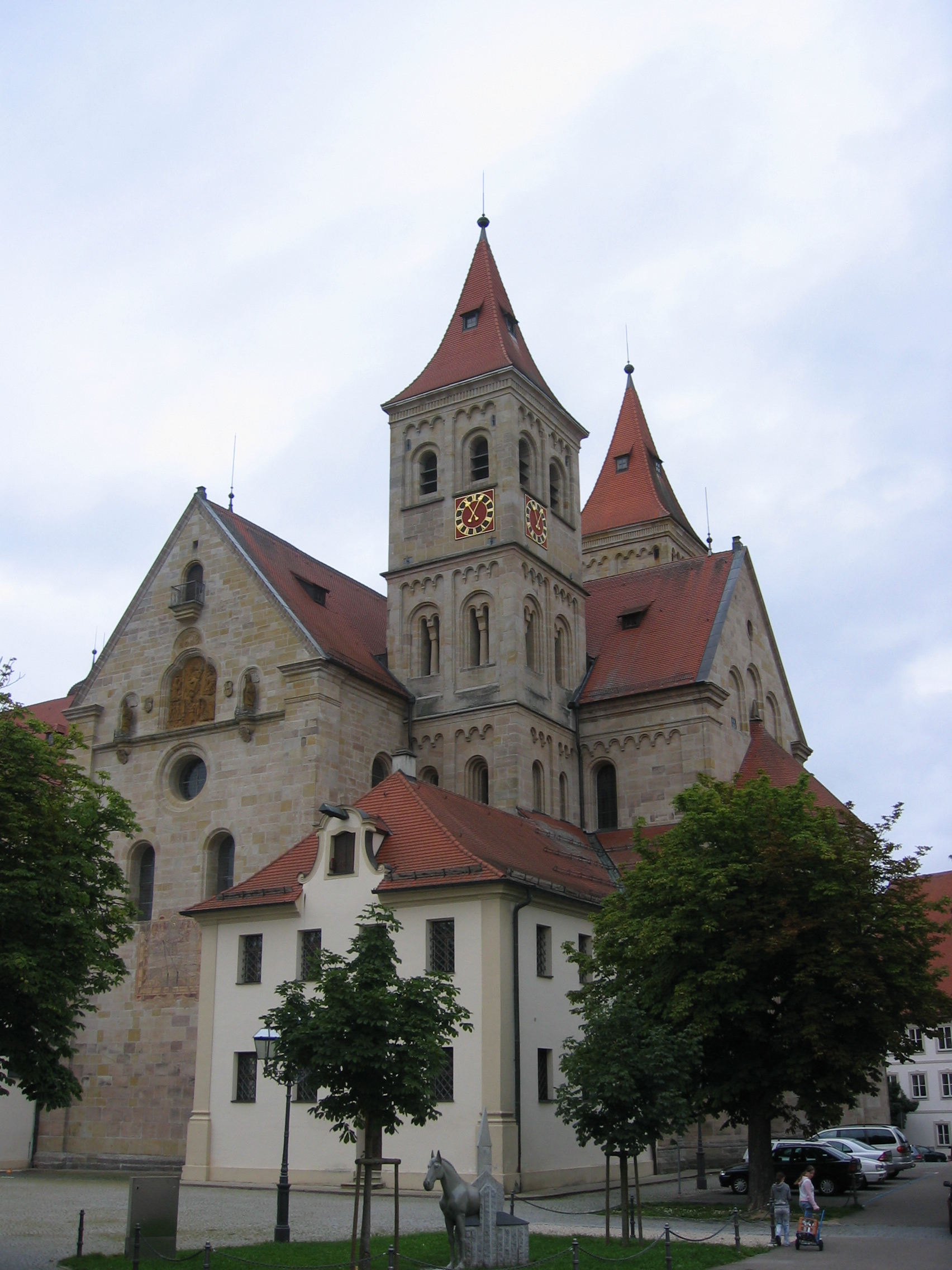
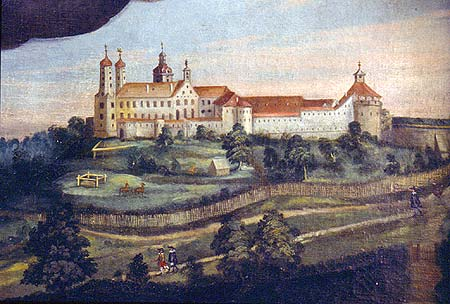
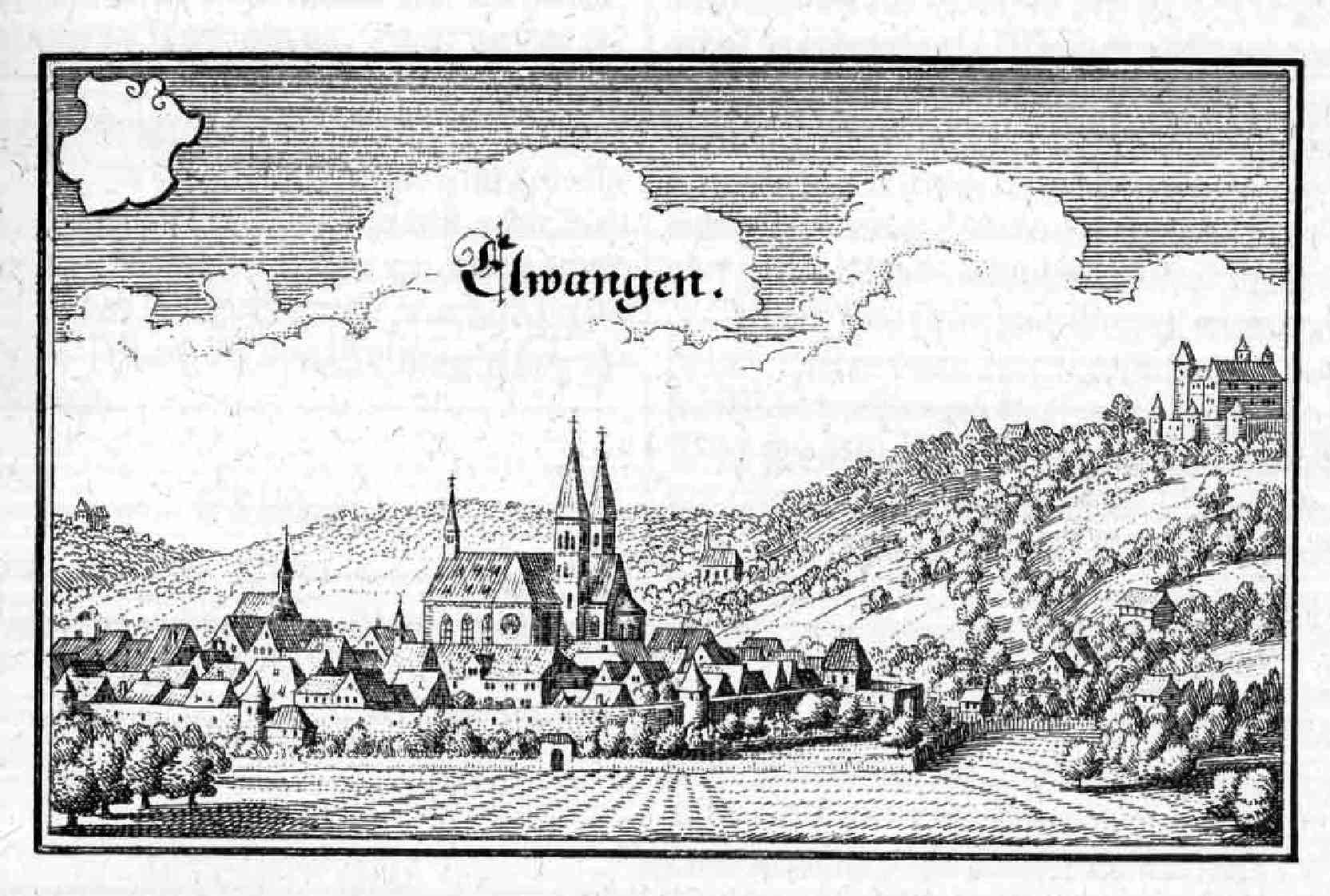
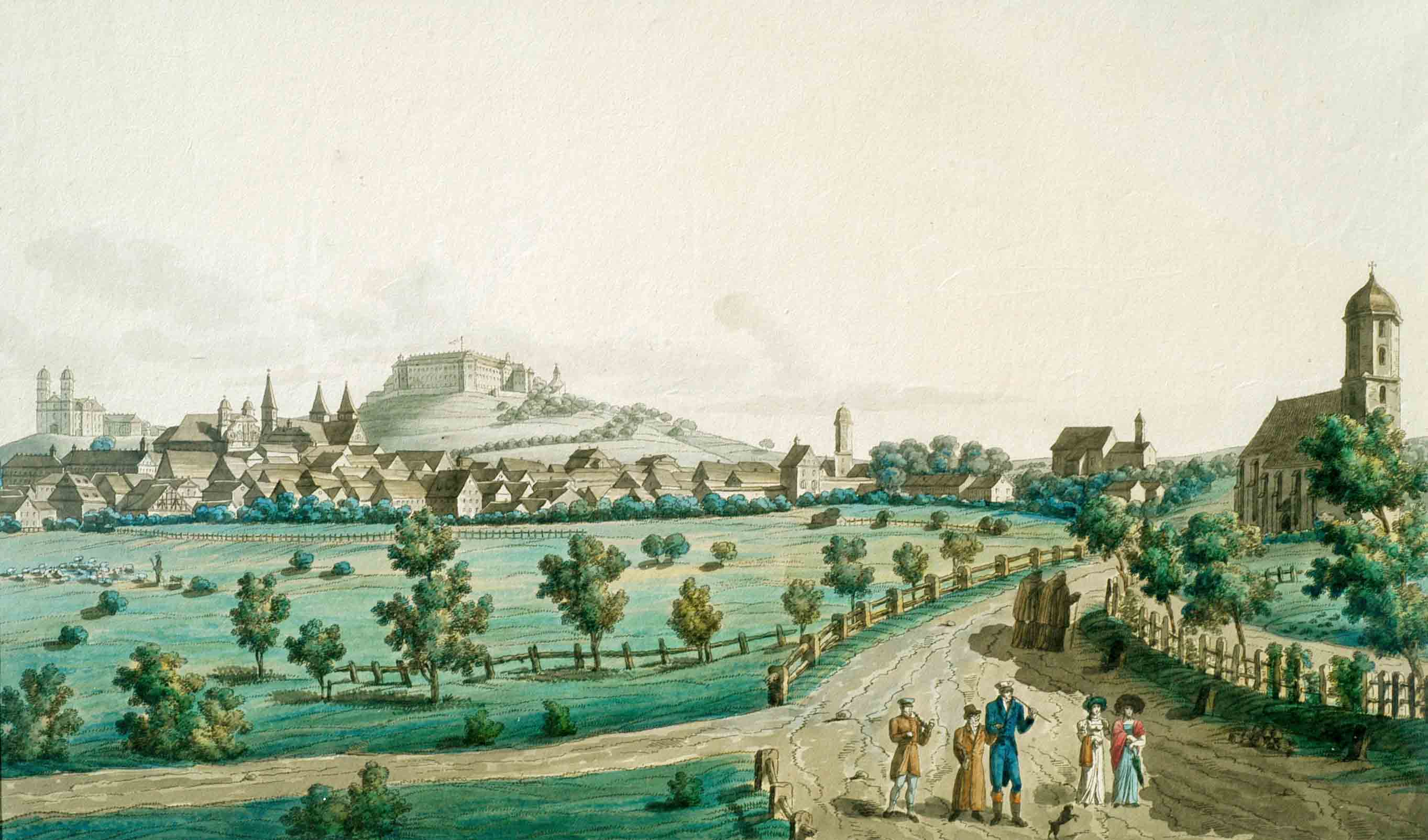
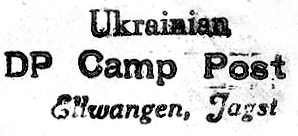
Штемпь поштової станиці в Таборі переміщених осіб в Елльвангені